# Matta El Meskeen
Matta El Meskeen (en inglés: Matthew the Poor; 20 de septiembre de 1919 – 8 de junio de 2006), nacido como Youssef Iskandar, fue un monje ortodoxo copto. Fue la figura clave en el renacimiento del monaquismo copto, un movimiento que comenzó en 1969 cuando fue nombrado para el Monasterio de San Macario en Wadi El Natrun, Egipto. Para el momento de su muerte, la comunidad había crecido de 6 ancianos monjes a 130 monjes, y se revivieron muchos otros monasterios, además de abrirse nuevos. Fue nominado dos veces para convertirse en Papa copto, pero no fue elegido en ninguno de los casos.
Matta también fue teólogo y autor de 181 libros y cientos de artículos sobre exégesis bíblica, ritos eclesiásticos, asuntos espirituales y teológicos, entre otros temas. Algunos de estos escritos fueron controversiales.

## Primeros años
El padre Matta El Meskeen nació como Youssef Iskander en Banha, Gobernación de Qalyubia, Egipto, en 1919, aunque el sitio web del Monasterio de San Macario dice que nació en Damanhur, Egipto. En 1944, se graduó en Farmacia en la Universidad de El Cairo. Después de llevar una vida exitosa y establecer un estilo de vida rico para sí mismo —Iskander en ese momento era dueño de dos farmacias, dos villas y dos autos— renunció a sus posesiones materiales en 1948 y entró al monasterio de San Samuel el Confesor en Monte Qalamoun (cerca de Maghagha, Alto Egipto). En 1951, fue ordenado sacerdote en contra de su voluntad.

## Vida monástica
Después de vivir unos años en el monasterio de San Samuel el Confesor en Monte Qalamoun, el Padre Matta decidió mudarse a Wadi El Rayan a finales de la década de 1950. Allí vivió como un ermitaño en el espíritu de los antiguos Padres del Desierto durante doce años. Para 1960, otros siete monjes se unieron a él. La comunidad se expandió a doce para 1964. Estos doce monjes fueron enviados por el Papa Kyrillos VI a Wadi El Natrun en 1969 para desarrollar el Monasterio de San Macario el Grande.
En ese momento, solo seis ancianos y frágiles padres vivían cerca del camino entre El Cairo y Alejandría. Matta y sus doce compañeros cuidaron de ellos mientras reconstruían el monasterio. Los desarrollos administrativos, agrícolas, institucionales e impresión/editoriales en el renovado Monasterio de San Macario el Grande fueron impresionantes. El presidente Sadat donó tierras al monasterio para ser cultivadas. Pero la revolución espiritual fue mucho mayor. Para 1981, Matta tenía más de ochenta monjes en el monasterio. El monasterio también financia servicios y proyectos para los pobres, tanto musulmanes como cristianos.

## Guía espiritual
El Padre Matta fue una vez el Padre Confesor y guía espiritual de Pope Shenouda III (durante la década de 1950). También fue el guía espiritual del difunto sacerdote alejandrino Padre Bishoy Kamel, un contemporáneo santo copto ortodoxo, y la historiadora copta Iris Habib Elmasry.
Junto a otros dos (Obispo Samuel y Obispo (y luego Papa) Shenouda, el Padre Matta fue candidato al trono patriarcal en 1971, tras la muerte de Papa Cyril VI (Kyrillos VI), pero no llegó a la etapa final de tres candidatos.

## Controversia
El Padre Matta El Meskeen es considerado por muchos como un prominente copto, pero fue supuestamente suspendido de su posición en la Iglesia Copta dos veces, primero por Papa Yusab II en 1955, y luego nuevamente por Papa Kyrillos VI durante nueve años, de 1960 a 1969. Esto parece haber sido por razones administrativas o políticas. Por ejemplo, su libro sobre 'la Iglesia y el Estado', en el cual abogaba por la separación total de ambos, así como ciertas cuestiones teológicas.
Durante muchos años antes de la partida del Padre Matta hubo numerosos informes sobre desacuerdos entre él y Pope Shenouda III.
Sin embargo, mantuvo el respeto y la admiración de muchos dentro y fuera de la Iglesia Copta tanto como teólogo y asceta. A su muerte, el Metropolitano Mikhail de Asyut (el abad responsable del monasterio) escribió: "por la verdad y por la historia, digo que el Padre Matta Al-Miskin fue un brillante erudito, un punto de inflexión, un nuevo nivel de escritura y actividad literaria a lo largo del largo período de su vida monástica."

## Relación con Pope Shenouda III
Durante la década de 1950, el Padre Matta fue en un momento padre espiritual y confesor del hombre que se convirtió en Pope Shenouda III. Pope Shenouda reconoció al Padre Matta El-Meskeen, a quien llama "mi padre monje" en la introducción a su libro Intelaq Al-Rouh (La Liberación del Espíritu).
Pero parece que hubo importantes desacuerdos entre ambos líderes y sus seguidores, por ejemplo, en relación con el concepto de deificación y también respecto a la posición del Padre Matta sobre Mark 16.